# Grundlovsfilm
Grundlovsfilm er en dansk dokumentarfilm.

## Handling
Opsamlingsbånd med diverse grundlovsfilm.